# Albéric du Chastel
Ernest Alberic Henri Marie Joseph graaf du Chastel (Doornik, 31 december 1788 – Lannoy, 27 april 1864) was een burgemeester en Tweede Kamerlid.

## Leven en werk

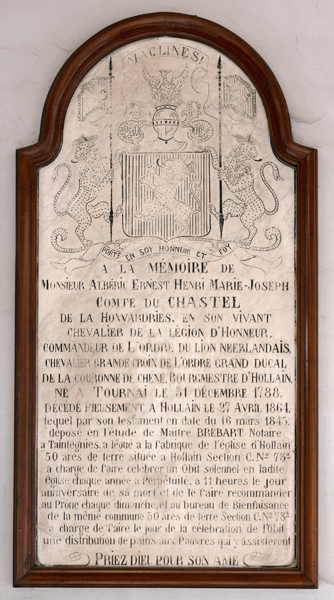
Herdenkingsplaat in Hollain

Du Chastel werd in 1788 geboren als een zoon van Robert François Charles Henri Marie graaf du Chastel en Anne Cécile Josèphe des Enffans de Vincourt. Hij was een telg uit het adellijke geslacht Du Chastel de la Howarderie.
Hij begon zijn carrière als kapitein in Franse dienst en later werd hij majoor-vleugeladjudant bij de Prins van Oranje. Kroonprins Willem ontwikkelde vervolgens een hechte vriendschap met hem en de twee kregen ook een intieme band met elkaar. In 1819 benoemde koning Willem I du Chastel tot zijn adjudant om hem uit de invloedssferen van zijn zoon te krijgen. De kroonprins reageerde hier woedend op en haalde du Chastel op zijn beurt in 1820 terug door hem te benoemen tot opperstalmeester.
Daarnaast was hij burgemeester van respectievelijk Bruyelle en Hollain. Du Chastel was van 19 oktober 1819 tot 18 oktober 1830 lid van de Tweede Kamer der Staten-Generaal. Du Chastel werd bij KB van 5 maart 1816 nr. 132 benoemd in de ridderschap van Henegouwen, met homologatie van de titel graaf, met akte van bewijs. Hij heeft zijn akte nooit gelicht. Bij KB van 2 augustus 1819 werd hij uit de ridderschap van Henegouwen geroyeerd waarmee zijn adeldom verviel. Hij had nooit zitting genomen en schriftelijk verklaard dat hij afstand wilde doen van zijn lidmaatschap.
Na de Belgische Revolutie bleef Du Chastel trouw aan de Oranjes. Kroonprins Willem stuurde hem begin oktober naar Frankrijk om Lodewijk Filips I te bewegen druk uit te blijven oefenen op Willem I voor een bestuurlijke scheiding tussen Nederland en België. Vervolgens werd Du Chastel een belangrijk centraal figuur in de Orangistische contrarevolutionaire beweging in België.
Du Chastel verkreeg op 2 november 1857 erkenning in de erfelijke Belgische adel, met de titel van graaf. Eveneens was hij commandeur in de Orde van de Nederlandse Leeuw en grootkruis in de Orde van de Eikenkroon.
Hij bleef vrijgezel.